# 源真核生物界
源真核生物界(Archezoa)，也称作古真核生物界，是汤玛斯·卡弗利尔-史密斯提出的一个界，包括了粒線体出现以前的真核生物的所有后代物种. 源真核生物曾被认为还没有获得线粒体和典型的高尔基体，核糖体仍与原核生物相似是70S型，是当时所认为的最原始的真核生物类群。这一概念包括了pelobionts与entamoebids (现在属于原阿米巴), 锐滴虫(metamonad)，微孢子虫等。这一类群在真核生物的rRNA进化树上位于底部。但是，现在已知这个类群的所有物种都是从具有线粒体的祖先进化而来。基于其它基因的进化树不支持这一类群处于底部的观点。因此，源真核生物界这一概念被废弃了。
源真核生物包括两类：双滴虫纲(Diplomadida)与副基体纲(Parabasala). 其共同特点是都没有线粒体。基因分析表明，这些生物的细胞核中有线粒体的基因标志。这些生物都是寄生生活的，能够从其它来源获得ATP. 源真核生物的一个例子是毛滴虫, 是常见的尿路感染，通过性接触传播。

## 外部連結
- 寄生蟲學-protozoa(原蟲)-Trichomonas spp.(鞭毛滴蟲) （页面存档备份，存于）

1. ↑  Cavalier-Smith, T. . Nature. 1989-05, 339 (6220)  [2022-08-09]. ISSN 0028-0836. PMID 2497352. doi:10.1038/339100a0. （原始内容存档于2022-11-09） （英语）.
2. ↑  Cavalier-Smith, T. . Microbiological Reviews. 1993-12, 57 (4)  [2022-08-09]. ISSN 0146-0749. PMC 372943 . PMID 8302218. doi:10.1128/mr.57.4.953-994.1993. （原始内容存档于2022-10-21） （英语）.
3. ↑  Poole, Anthony; Penny, David. . Nature. 2007-06, 447 (7147)  [2022-08-09]. ISSN 0028-0836. PMID 17581566. doi:10.1038/447913a. （原始内容存档于2022-07-29） （英语）.